# 도쿄피버
トーキョーフィーバー (도쿄피버)는 2017년 11월 25일에 발매된  리드(Lead)의 26번째 싱글이다.

## 트랙 리스트

### 초회반A
1. トーキョーフィーバー (도쿄피버)
2. 僕らの夜が明けるまで(우리들의 밤이 밝아질때까지)
3. FUNKENSTEIN
4. 도쿄피버(Instrumental)
5. 우리들의 밤이 밝아질때까지(Instrumental)
6. FUNKENSTEIN (Instrumental)

### 초회반B
1. トーキョーフィーバー (도쿄피버)
2. 僕らの夜が明けるまで(우리들의 밤이 밝아질때까지)
3. Dilemma
4. 도쿄피버(Instrumental)
5. 우리들의 밤이 밝아질때까지(Instrumental)
6. Dilemma(Instrumental)

### 초회반C
1. トーキョーフィーバー (도쿄피버)
2. 僕らの夜が明けるまで(우리들의 밤이 밝아질때까지)
3. Gimme a call
4. 도쿄피버(Instrumental)
5. 우리들의 밤이 밝아질때까지(Instrumental)
6. Gimme a call(Instrumental)

### 통상반
1. トーキョーフィーバー (도쿄피버)
2. 僕らの夜が明けるまで(우리들의 밤이 밝아질때까지)
3. トーキョーフィーバー (도쿄피버) (Instrumental)
4. 僕らの夜が明けるまで(우리들의 밤이 밝아질때까지) (Instrumental)

## 차트
- 오리콘 위클리 차트 5위를 기록하였다. (17/3/20)